# Маленький Никита
«Маленький Никита» (англ. Little Nikita) — американский триллер 1988 года режиссёра  Ричарда Бенджамина с Ривером Фениксом и Сидни Пуатье в главных ролях. Фильм знаменует собой первое сотрудничество между Фениксом и Пуатье (вторым станет лента 1992 года «Тихушники»).

## Сюжет
Школьник Джеффри Николас Грант живёт в пригороде Сан-Диего со своими родителями, которые владеют успешным садовым центром. Стремясь стать пилотом, он подаёт заявку на поступление в Военно-воздушную академию.
Во время обычной проверки Джеффа агент ФБР Рой Парментер находит противоречивую информацию о его родителях, заставляя его подозревать, что все не так, как должно быть. Дальнейшие расследования показывают, что они могут быть спящими агентами Советского Союза.
Не в состоянии арестовать их, поскольку они не сделали ничего противозаконного, Рой продолжает свое расследование, переезжает в дом через дорогу от семьи Грант, и втирается в их доверие.
В конце концов, он делится с Джеффом со своими подозрениями и стремится к сотрудничеству Джеффа, чтобы узнать больше о его родителях. Первоначально неверующий, Джефф вскоре вынужден принять факты и обнаруживает, что даже его имя является фиктивным, и что его настоящее имя — Никита.
Рой рассказывает Джеффу, что двадцать лет назад его напарник был убит советским агентом, известным как «Скуба», и что тот всё ещё на свободе. «Скуба» теперь — агент-изгой, убивающий агентов КГБ одного за другим, в том числе и «спящих». Между тем, советский шпион-ловец, Константин Карпов отправлен из советского посольства в Мехико, чтобы схватить «Скубу».
Джефф захвачен и удерживается в качестве заложника под дулом пистолета Карпова, когда он и «Скуба» пересекают мексиканскую границу на автобусе из Сан-Диего. Рой также сталкивается с ними и держит Карпова на мушке. На границе ситуация разрешается сама собой; Карпов и «Скуба» пересекают границу, а семья Грант остается в США.

## В ролях
| Актёр           | Роль                      |
| --------------- | ------------------------- |
| Ривер Феникс    | Джефф Грант / Никита      |
| Сидни Пуатье    | агент ФБР Рой Парментер   |
| Ричард Дженкинс | Ричард Грант / Михаил     |
| Кэролайн Кава   | Элизабет Грант / Элизабет |
| Ричард Брэдфорд | агент Константин Карпов   |
| Ричард Линч     | агент «Скуба»             |